# Курс-филд
Курс-филд (англ. Coors Field) — бейсбольный стадион, расположенный в Денвере (штата Колорадо). Стадион был построен в 1995 году и является домашней ареной клуба Главной лиги бейсбола «Колорадо Рокиз». «Сити-филд» был построен в качестве замены «Майл-хай-стейдиума», построенного в 1948 году, и где «Рокиз» проводили первые два сезона своего существования. Дизайн проекта был разработан архитектурным бюро HOK Sport, а права на название были куплены колорадской пивоваренной компанией Coors.

## Строительство
«Курс-филд» стал первым стадионом, построенным в Денвере во время шестилетнего периода модернизации городских спортивных сооружений. Кроме него в городе была также построена многофункциональная арена «Пепси-центр» и футбольный стадион «Спортс Ауторити Филд эт Майл Хай». Он также стал первым новым стадионом в Национальной лиге, со времён «Доджер-стэдиума», построенного в 1962 году.
Место строительства сооружения было подобрано так, чтобы к нему легко можно было добраться. Он находится рядом с межштатной автомагистралью I-25 и в непосредственной близости с 20-й стрит и Парк-авеню. Рядом также находится станция лёгкого метро Юнион-стэйшн.
Первоначально планировалось, что вместимость стадиона будет относительно небольшой — 43 800 человек. Однако после того, как в дебютном сезоне «Рокиз» на стадион «Майл-хай-стейдиум» на домашние игры команды пришло около 4,5 млн человек — самая большая посещаемость в истории МЛБ — проект сооружения был пересмотрен и был добавлен дополнительный ярус над правым филдом. Центральная трибуна стадиона носит название «The Rockpile». Во время сезонов 1993 и 1994, когда «Рокиз» играли на «Майл-хай-стейдиуме», спроектированном для проведения как бейсбольных игра, так и матчей по американскому футболу, центральная трибуна находилась далеко в центр-филде. Такой же дизайн использовался и в «Курс-филде». Первоначально билеты в Rockpile стоили 1 доллар.
В проекте «Курс-филда» впервые среди стадионов МЛБ было применена система подземного отопления.